# Kundiawa
Kundiawa is een stad in Papoea-Nieuw-Guinea en is de hoofdplaats van de provincie Chimbu.
Kundiawa telde in 2000 bij de volkstelling 8147 inwoners.